# Герман (міфологія)
Герман (Джерман) — міфологічний персонаж, божество родючості у південних слов'ян. Під час обряду викликання дощу у болгар представлявся глиняною лялькою з підкресленими чоловічими рисами. У заклинаннях говориться, що Герман помер від посухи, жінки хоронять його на піщаному березі річки, після чого повинен піти родючий дощ.